# 中子俘获
中子俘获是原子核与一粒或以上中子撞击，形成更重的原子核的一种核反应。因为中子不带电荷，能比带正电荷的质子更易进入原子核。
在宇宙形成过程中，中子俘获在一些重元素的核合成过程中起重要作用。中子在恒星里以快（R过程）、慢（S过程）两种形式俘获。质量数大于56的核素不能用热核反应（即核聚变）产生，但可用中子俘获产生。

## 中子俘获截面
中子微观俘获截面 ，是指元素原子核俘获中子的几率。
物质由一种或以上元素的巨大数量的原子所构成。核物理有个描述单位体积物质对中子的总俘获截面的参数，这就是物质的中子宏观俘获截面∑比1立方厘米均匀物质，所含全部原子的中子微观俘获截面之总和就叫做该物质的中子宏观俘获截面。

## 低中子通量
在核反应堆等低中子通量的環境中，原子核俘获单粒中子。例如，用中子辐射金（197Au）会生成处于高激发态的同位素金198（198Au），然后很快衰变跃迁到其基态，放射出伽马射线。质量数在这过程中加1。这核反应可以用以下简式表示：
197Au(n,γ)198Au
如果这核反应用到了热中子，一般称其为热俘获（thermal capture）。
同位素金198（198Au）易β衰变成同位素汞（198Hg）。原子序数在这过程加1。
S-过程以相同的过程发生，但是在恒星内部。

## 高中子通量
如果中子通量的密度足够高，以至于原子核在两次中子俘获之间没有时间进行β衰变，那么R-过程就将恒星的内部发生。这样，质量数会大幅增长，而原子序数不变（核素种类保持不变）。只有在这一过程之后，其产生的高度不稳定原子核发生β衰变，转变成具有更高原子序数、稳定或者不稳定的原子核。

## 用途
中子活化分析（Neutron activation analysis）可以用于远程探测材料的化学组分。这是因为不同的化学元素在吸收中子后会释放不同特性的放射物质。这一特性使这一方法在矿业勘探和安全方面十分有用。

## 中子吸收剂
最有效的中子吸收剂是可以通过吸收一个中子产生稳定原子核的放射性同位素。例如，氙135（半衰期约9.1小时），可以吸收一个中子变成稳定的氙136。氙135可以在核反应堆里通过铀235，铀233和钚239核裂变，伴随产生碘135。碘135迅速发生衰变，放射出一粒β粒子（高能电子）並产生氙135。
其他主要的中子吸收剂还包括氦3同位素，它吸收中子后可以产生氚（氢的一种较重同位素）；硼10，它吸收中子后可以产生锂和氦核；钐149也是一种有效的中子吸收剂，吸收中子后产生稳定的同位素钐150。
另外一些在核反应堆里的控制棒所使用的中子吸收剂包括镉、铪和稀土金属钆，这些都含有若干种同位素，有一些还是非常高效的中子吸收剂。
铪元素是近期发现的稳定元素，呈现出一些有趣的情况。尽管铪是甚重的元素，它的电子结构实际上与锆相同，而且二者总是在同一矿石锆石中发现。然而，二者原子核的性质却有深层次区别。铪很易吸收中子，可用在原子反应堆的控制棒中，而锆却允许中子通过。这样，锆在原子反应堆也可用来制作燃料棒外壳。有鉴于此，分离自然合金状态的锆和铪就显得十分重要。这可以采用现代化学中的离子交换技术达到，并且成本相对低廉。科學家現正研究甲基异丁基酮－硫氰酸法、磷酸三丁酯法、三辛胺法和改进的N235-H2SO4法等溶剂萃取分离技术等新方法